# Jardel Capistrano
Jardel Capistrano (* 10. Oktober 1989 in Blumenau), auch bekannt als Jardel, ist ein brasilianischer Fußballspieler.

## Karriere
Seinen ersten Vertrag unterschrieb Jardel 2010 bei AES e Recreativa Riopardense in Rio Pardo. Über die brasilianischen Stationen Olímpia FC, Rio Branco EC, mit denen er 2012 die Campeonato Paulista Série A3 gewann, Grêmio Esportivo Juventus, Marília AC, Atlético Monte Azul, AA Internacional (Limeira), União São João EC, SE Matonense, Botafogo FR, AD Cabofriense und Atlético Cearense wechselte er Anfang 2017 nach Vietnam. Hier unterschrieb er einen Vertrag bei Than Quảng Ninh FC. Der Verein aus Quảng Ninh spielte in der ersten Liga, der V.League 1. Nach sechs Monaten verließ er Vietnam und unterschrieb einen Vertrag beim thailändischen Zweitligisten Nongbua Pitchaya FC in Nong Bua Lamphu. Nach der Saison ging er 2018 nach Khon Kaen, wo er eine Saison für Khon Kaen United FC in der vierten Liga, der Thai League 4, spielte. Mit dem Club wurde er Vizemeister und stieg in die Thai League 3 auf. 2019 kehrt er wieder nach Brasilien zurück, wo er sechs Monate für CA Bragantino aus Bragança Paulista spielte. Von Mitte 2019 bis Ende 2019 war Jardel vertrags- und vereinslos. 2020 ging er wieder nach Thailand. Hier nahm ihn Uthai Thani FC unter Vertrag. Der Verein aus Uthai Thani spielte in der zweiten Liga, der Thai League 2. Für Uthai Thani absolvierte er vier Zweitligaspiele. Im Juli 2020 verpflichtete ihn der Drittligist Udon United FC aus Udon Thani. Mit Udon spielte er in der North/Eastern Region. Am Ende der Saison feierte er mit dem Verein die Meisterschaft. Mit 22 Toren wurde er Torschützenkönig der Region. In den Aufstiegsspielen zur zweiten Liga konnte man sich nicht durchsetzen. Nach 22 Drittligaspielen wechselte er zur Saison 2021/22 zum Zweitligaaufsteiger Raj-Pracha FC. Am Ende der Saison musste er mit Raj-Pracha nach nur einer Saison wieder in die dritte Liga absteigen. Für den Verein absolvierte er 27 Ligaspiele und schoss dabei 14 Tore. Nach dem Abstieg verließ er Bangkok und wechselte zum Drittligisten Songkhla FC. Mit dem Klub aus Songkhla spielte er in der Southern Region der Liga. Am Ende der Saison feierte er mit Songkhla die Meisterschaft der Region. In den Aufstiegsspielen zur zweiten Liga konnte man sich jedoch nicht durchsetzen. Mit 18 Toren wurde Jardel Torschützenkönig der Liga. Zu Beginn der Saison 2023/24 wechselte er im Juni 2023 zum Zweitligaaufsteiger Dragon Pathumwan Kanchanaburi FC. Für den Verein aus Kanchanaburi bestritt er in der Hinrunde 16 Ligaspiele. Zur Rückrunde wechselte er im Januar 2021 zum ebenfalls in der zweiten Liga spielenden Nongbua Pitchaya FC. Am Ende der Saison 2023/24 wurde er mit dem Klub Vizemeister und stieg in die erste Liga auf. Nach dem Aufstieg wurde im Sommer 2024 sein Vertrag um ein Jahr verlängert. Nach insgesamt 24 Ligaspielen wechselte er Ende Dezember 2024 zum Zweitligisten Mahasarakham SBT FC. Für Mahasarakham bestritt er 15 Ligaspiele. Hierbei erzielte er sieben Treffer. Im Sommer 2025 wurde sein Vertrag bei dem Zweitligisten nicht verlängert. Im Juli 2025 nahm ihn sein ehemaliger Verein Nongbua Pitchaya FC wieder unter Vertrag.

## Erfolge
Rio Branco EC
- Campeonato Paulista Série A3: 2012

Khon Kaen United FC
- Thai League 4 – North/East

2. Platz: 2018  ▲
Udon United FC
- Thai League 3 – North/East: 2020/21

Songkhla FC
- Thai League 3 – South: 2022/23

Nongbua Pitchaya FC
- Thailändischer Zweitligameister: 2023/24  ▲

## Auszeichnungen
Thai League 3 (North/East)
- Torschützenkönig: 2020/21

Thai League 3 (South)
- Torschützenkönig: 2022/23